# Microcephalops exsertus
Microcephalops exsertus är en tvåvingeart som först beskrevs av Hardy 1966.  Microcephalops exsertus ingår i släktet Microcephalops och familjen ögonflugor.
Artens utbredningsområde är Nepal. Inga underarter finns listade i Catalogue of Life.